# ボグスワフ・レシチニスキ
ボグスワフ・レシチニスキ（ポーランド語:Bogusław Leszczyński, 1612年 - 1659年9月23日）は、ポーランド・リトアニア共和国の貴族（シュラフタ）で、ヴィエルコポルスカ地方を地盤とした政治家。1642年よりヴィエルコポルスカの総代官を、1650年より王冠領財務長官を、1658年より王冠領副大法官をそれぞれ務めた。またビドゴシチなど6地区の代官でもあった。ポーランド王スタニスワフ・レシチニスキの祖父。

## 生涯
ポーランドにおけるカルヴァン主義の擁護者として知られたラファウ・レシチニスキの息子として生まれ、1632年から1636年までスコットランド人家庭教師ジョン・ジョンストン（高名な教育者コメニウスの弟子）を伴い、海外留学をしている。1636年に父が死ぬと、レシュノ、ラジミンおよびワルシャワのプラガ地区の一部を相続した。彼は最初ポンメルン出身のドイツ系貴族の娘アンナ・デンホフヴナと結婚して4人の子供をもうけたが、死の直前にリトアニア宮内長官アレクサンデル・ラジヴィウ公の娘ヨアンナと再婚した。
ボグスワフはボヘミア兄弟団の信徒で、1642年にローマ・カトリックに改宗した後も、プロテスタントの支援者であり続けた。彼はセイム（共和国議会下院）の代議員に度々選出され、1641年にはセイム議長を務め、雄弁家として鳴らした。彼はポズナン県知事クシシュトフ・オパリンスキ（カタジナ・オパリンスカの祖父）の政治的ライバルで、また国王ヴワディスワフ4世の政策にしばしば反対した。1655年にスウェーデンによる侵略（大洪水）が始まると、彼はヴィエルコポルスカの地方議会からヴィエルコポルスカ地方の防衛責任者に指名されたが、人々の期待を裏切ってスウェーデンやその加担者ブランデンブルク＝プロイセンに取り入ろうとした。
雄弁家として有名だったにもかかわらず、ボグスワフは自己中心的な卑劣漢という非難を多く人々から受けていた。また、彼は国家や王室の財宝などを横領したと疑われていた。晩年のボグスワフはポーランド副大法官の任にあり、セイムの代議員たちを買収して自身の「独裁」を容認させていた。ある時、彼に買収されていた一議員が彼の政策に反対した際、ボグスワフはその議員に対し、おかしそうに「私が買収し損ねた野郎は誰だろうな」と尋ねたという。ボグスワフの死後、1662年に開かれたセイムに集まった代議員たちは、彼から賄賂を受け取っていた人々を糾弾するよう、各地方から頼まれていた。